# 真珠の耳飾りの少女 (映画)
『真珠の耳飾りの少女』（原題：Girl with a Pearl Earring）は、2003年のイギリス・ルクセンブルク合作のドラマ映画。ヨハネス・フェルメールの絵画『真珠の耳飾りの少女』を題材にした作品。主演のスカーレット・ヨハンソンがゴールデングローブ賞最優秀主演女優賞にノミネートされた。

## 概要
ヨハネス・フェルメールの絵画『真珠の耳飾りの少女』に着想を得て、トレイシー・シュヴァリエが書き上げた同名の小説を映画化した作品。
監督はピーター・ウェーバーが行った。主演はスカーレット・ヨハンソンが演じ、画家のヨハネス・フェルメール役をコリン・ファースが演じた。
フェルメール作品の色彩や構図を映像で再現しているところが特徴的である。絵画の世界をそのまま切り取ったかのような世界を映し出したその映像美は、第76回アカデミー賞で撮影賞・美術賞・衣裳デザイン賞の3部門にノミネートされた。

## ストーリー
1665年のオランダ、デルフトの街。タイル絵師の父を持つグリートは、画家のフェルメールの家に下働きとして入る。フェルメール夫人に、アトリエの掃除を命じられ、「窓を拭いてよろしいですか？ 光が変わりますが？」と問う（ここで、芸術を理解しない夫人との対比が為されている）。グリートは陰影、色彩、構図に隠れた天分を持っていた。
才能を見出したフェルメールはグリートに遠近法や絵の具の調合を教える。ある日、絵の構図が悪いと考えたグリートは、アトリエでモデルとなった椅子を除けて、陰影を強調する。フェルメールはこれを見て、描いていた椅子を消し、光と影を付け加えるのであった。
ついに、フェルメールはグリートをモデルとした製作を決意し、狂気の目でグリートを見るようになる。創造の苦しみに耐えるフェルメール。アトリエに二人きりでこもる事が多くなり、夫人はフェルメールがグリートに恋情を抱いていると誤解する。フェルメールが使用人とアトリエに篭りきっている事はあらぬ噂を呼び、夫人を苦しめる。とうとう夫人は逆上し、立ち入らないはずのアトリエに乱入する。そこで夫人は自分の耳飾りをつけたグリートの肖像画を目にする。

## キャスト
※括弧内は日本語吹替
- グリート - スカーレット・ヨハンソン（重松朋）

つつましい家庭の少女。
- ヨハネス・フェルメール - コリン・ファース（伊藤栄次）

画家。
- ファン・ライフェン - トム・ウィルキンソン（仲野裕）

パトロン。
- ピーター - キリアン・マーフィー（中國卓郎）

精肉店の息子。グリートに好意を抱いている。
- フェルメール夫人 - エッシー・デイヴィス（深尾眞理）

プライドが高く夫ともよく衝突をする。
- コーネリア - アラキナ・マン

フェルメールの娘。グリートを目の敵にする。

## 評価
映画批評サイトのRotten Tomatoesは、174件のレビューに基づき72%の評価を示し、評価の平均点は10点中6.8点とした。また、批評家の総意を「視覚的に捕らわれる」としながらも、「物語はもう少し強く語ることができた」としている。Metacriticには37件のレビューがあり、加重平均値は72/100となっている。
第76回アカデミー賞で、撮影賞・美術賞・衣裳デザイン賞の3部門にノミネートされた。また第61回ゴールデングローブ賞で、最優秀主演女優賞にスカーレット・ヨハンソンが、最優秀作曲賞にアレクサンドル・デスプラがノミネートされた。